# シルキーバード
株式会社シルキーバードは、愛媛県松山市にある信和グループの不動産賃貸会社。

## 概要
信和グループの不動産賃貸会社。賃貸マンション2棟を保有し賃貸している。

## 沿革
- 2016年3月　信和グループが株式を取得